# دزد ویسکی
دزد ویسکی (مجاری: A Viszkis) یک فیلم اکشن در مورد آتیلا آمبروش، سارق معروف بانک محصول ۲۰۱۷ مجارستان است.

## بازیگران
- بنسه سالای - آتیلا آمبروس
- بارناباش سابو [hu] - آتیلا آمبروس جوان
- زولتان اشنایدر [hu] - دیت. بارتوس
- پیروشکا موگا [hu] - کاتا
- ویکتور کلِم [hu] - گزه بوتا
- جرج گاژو [hu] - بوتا
- یودیت پوگانی - خاله آنوشکا، مادربزرگ آتیلا
- شاندور ژوتر - پدر کاتا
- ایلدیکو توت - مادر کاتا
- آتیلا آمبروش - راننده تاکسی

## پخش
این فیلم در جشنواره بین‌المللی فیلم ورشو در ۱۶ اکتبر ۲۰۱۷ به نمایش درآمد و در ۲۲ نوامبر ۲۰۱۷ در مجارستان اکران شد.